# Becky Wahlstrom
Becky Wahlstrom (* 25. April 1975 in Chicago, Illinois) ist eine US-amerikanische Schauspielerin.

## Leben
Wahlstrom besuchte die London Academy of Music and Dramatic Art (LAMDA) und absolvierte die Chicago Academy for the Arts im Bereich Theater mit Auszeichnung. Auf der Bühne war sie unter anderem in Shakespeares Was ihr wollt an der LAMDA und in der Bühnenadaption von Ray Bradburys Fahrenheit 451 im The Falcon Theater zu sehen.
Im Fernsehen ist sie für ihre Rolle Grace Polk in der Serie Die himmlische Joan bekannt, die sie von 2003 bis 2005 spielte. Zu den weiteren Serien, in denen sie Auftritte hatte, gehören Clueless – Die Chaos-Clique (1997), Charmed – Zauberhafte Hexen (2001–2002), Grey’s Anatomy (2007) und South of Hell (2015). Ebenfalls verkörperte sie die Chloe in dem 1999 erschienenen Fernsehfilm Sorority und sprach die Stimme der Stacy Blum in dem 2000 veröffentlichten Videospiel Code Blue.

## Filmografie
- 1992: Sag’s offen, Shirlee (Straight Talk)
- 1997: Clueless – Die Chaos-Clique (Clueless, Fernsehserie, eine Folge)
- 1998: The Opposite of Sex – Das Gegenteil von Sex (The Opposite of Sex)
- 1998: C-16: Spezialeinheit FBI (C-16: FBI, Fernsehserie, eine Folge)
- 1999: Sorority (Fernsehfilm)
- 2000: The Others (Fernsehserie, eine Folge)
- 2000: Code Blue (Videospiel, Stimme)
- 2001–2002: Charmed – Zauberhafte Hexen (Charmed, Fernsehserie, 2 Folgen)
- 2003: Für alle Fälle Amy (Judging Amy, Fernsehserie, eine Folge)
- 2003: Star Trek: Enterprise (Fernsehserie, eine Folge)
- 2003–2005: Die himmlische Joan (Joan of Arcadia, Fernsehserie, 44 Folgen)
- 2005: Lucky 13
- 2005: Strong Medicine: Zwei Ärztinnen wie Feuer und Eis (Strong Medicine, Fernsehserie, eine Folge)
- 2006: Smash (Kurzfilm)
- 2006: Pulse (Kurzfilm)
- 2006: CSI: Den Tätern auf der Spur (CSI: Crime Scene Investigation, Fernsehserie, eine Folge)
- 2007: Grey’s Anatomy (Fernsehserie, 2 Folgen)
- 2007: Ghost Whisperer – Stimmen aus dem Jenseits (Ghost Whisperer, Fernsehserie, eine Folge)
- 2007: K-Ville (Fernsehserie, eine Folge)
- 2008: Bones – Die Knochenjägerin (Bones, Fernsehserie, eine Folge)
- 2008: Women’s Murder Club (Fernsehserie, eine Folge)
- 2008: Hindsight (Kurzfilm)
- 2009: The Strip
- 2009: Saving Grace (Fernsehserie, eine Folge)
- 2009: Numbers – Die Logik des Verbrechens (Numb3rs, Fernsehserie, eine Folge)
- 2009: Masked (Kurzfilm)
- 2009: Cold Case – Kein Opfer ist je vergessen (Cold Case, Fernsehserie, eine Folge)
- 2010: 24 (Fernsehserie, eine Folge)
- 2010: Mad Men (Fernsehserie, eine Folge)
- 2011: Navy CIS (NCIS, Fernsehserie, eine Folge)
- 2015: Nashville (Fernsehserie, eine Folge)
- 2015: South of Hell (Fernsehserie, 2 Folgen)
- 2018: Steel Country
- 2019: Brightburn: Son of Darkness (Brightburn)